# Ludrová
Ludrová ist eine Gemeinde in der nördlichen Mittelslowakei mit 994 Einwohnern (Stand 31. Dezember 2024), die zum Okres Ružomberok, einem Kreis des Žilinský kraj gehört.

## Geographie
Die Gemeinde befindet sich im oberen Waagtal, genauer am Westende des Talkessels Podtatranská kotlina am Bach Ludrovanka. Südlich von Ludrová beginnt das Tal Ludrovská dolina in der Niederen Tatra. Das Ortszentrum liegt auf einer Höhe von 565 m n.m. und ist fünf Kilometer südöstlich von Ružomberok entfernt (Straßenentfernung).

## Geschichte
Ludrová als Gemeinde entstand 1953 durch Zusammenschluss der Orte Sedliacka Ludrová (ungarisch Parasztludrova) und Zemianska Ludrová (bis 1927 „Zemanská Ludrová“; ungarisch Nemesludrova).
Der Ort wurde zum ersten Mal 1376 schriftlich erwähnt, wo Teilzugehörigkeit zur nahen Stadt Rosenberg bestätigt wird. Von diesem Jahr bis 1953 gab es zwei Orte, die sogenannte Villa Ludrova im westlichen Teil (an der Stelle von Sedliacka Ludrová), die eine der „Straßen“ der Stadt war und einen östlichen Teil, die örtlichen Grundbesitzern gehörte.

## Bevölkerung
| Jahr                | 1994 | 2004    | 2014    | 2024    |
| ------------------- | ---- | ------- | ------- | ------- |
| Anzahl der Personen | 955  | 982     | 999     | 994     |
| Unterschied         |      | +2,82 % | +1,73 % | −0,50 % |

| Jahr                | 2023 | 2024    |
| ------------------- | ---- | ------- |
| Anzahl der Personen | 981  | 994     |
| Unterschied         |      | +1,32 % |

Ergebnisse nach der Volkszählung 2001 (945 Einwohner):
| Nach Ethnie: - 99,47 % Slowaken - 0,32 % Tschechen | Nach Konfession: - 95,24 % römisch-katholisch - 2,43 % konfessionslos - 1,59 % evangelisch |

## Bauwerke
- römisch-katholische Allerheiligenkirche im gotischen Stil aus dem 13. Jahrhundert
- klassizistische Kirche von 1826, an der Stelle eines Holzglockenturms erbaut